# Hydriomena pernigrata
Hydriomena pernigrata là một loài bướm đêm trong họ Geometridae.